# Вілле Хостікка
Вілле Хостікка (фін. Ville Hostikka; 21 березня 1985, м. Лаппеенранта, Фінляндія) — фінський хокеїст, воротар. Виступає за «Слован» (Братислава) у Континентальній хокейній лізі.
Вихованець хокейної школи СайПа (Лаппеенранта). Виступав за СайПа (Лаппеенранта), СаПКо (Савонлінна), ФЕУ «Фельдкірх», КалПа (Куопіо), «Фредеріксгавн», «Юкуріт» (Міккелі), ТуТо (Турку), «Кярпят» (Оулу), ТПС, «Спорт».
У чемпіонатах Фінляндії — 100 матчів, у плей-оф — 4 матчі.
У складі юніорської збірної Фінляндії учасник чемпіонату світу 2003.